# My Oxford Year
My Oxford Year ist ein US-amerikanischer Spielfilm aus dem Jahr 2025 von Regisseur Iain Morris mit Sofia Carson und Corey Mylchreest in den Hauptrollen. Das Drehbuch von Allison Burnett und Savion Einstein basiert auf dem 2018 veröffentlichten Roman von Julia Whelan, der auf Deutsch unter dem Titel Mein Jahr mit Dir erschien. Auf Netflix wurde der Film am 1. August 2025 veröffentlicht.

## Handlung
Anna De La Vega ist eine junge Amerikanerin aus Queens, New York City, die nach Großbritannien übersiedelt, um sich dort einen Traum zu erfüllen und ein Jahr lang viktorianische Dichtung an der Universität Oxford bei Professorin Styan zu studieren. Bei ihrer geplanten Rückkehr in die USA wartet ein Job als Finanzanalystin bei Goldman Sachs auf Anna. Zu ihren Studienkollegen zählen Maggie Timbs und Charlie Butler. Nachdem Styan sehr beschäftigt ist, übergibt sie den Unterricht an ihren Doktoranden Jamie Davenport. 
Anna und Jamie waren sich zuvor begegnet, als er sie mit seinem Auto bei einer Fahrt durch eine Pfütze nassgespritzt hat. Nach einem gemeinsamen Pub- und Karaoke-Besuch weist Jamie Anna zunächst zurück. Am nächsten Tag zeigt er ihr ein Buch in der Duke Humphrey’s Library der Bodleian Library, dabei kommen sie sich näher und haben schließlich in seinem Auto Sex. Die beiden sind sich einig, keine ernsthafte Beziehung zu wollen, während Anna von Jamies Freundin Cecilia gewarnt wird, sich nicht mehr von Jamie zu erwarten.
Die Folgemonate verbringen Jamie und Anna gemeinsam. Zufällig erfährt sie von ihm, dass sein Bruder Eddie gestorben ist und er mit seinem Vater nicht mehr redet. Nachdem Anna Jamie seit einer Woche nicht mehr gesehen hat und auch Cecilia beschäftigt war, sucht Anna Jamie bei ihm zuhause auf, um ihn zur Rede zu stellen. Dort findet sie ihn in ärztlicher Behandlung vor. Später erzählt er ihr, dass Eddie an Krebs gestorben ist und Cecilia Eddies Freundin war. Da der Krebs genetisch bedingt war, leidet nun auch Jamie daran. Anna hatte ihn bei seiner letzten Behandlung gesehen, er wolle keine weitere mehr machen, weswegen sein Vater auf ihn wütend ist.
Auf einem Ball trifft Anna auf Jamies Vater, der möchte, dass Anna Jamie überzeugt, nach Hause zu kommen, um die bestmögliche Behandlung zu erhalten. Nach der Veranstaltung bricht Jamie zusammen und wird vorübergehend ins Krankenhaus eingeliefert. An Annas Geburtstag fährt sie mit Jamies Auto zu dem Schloss, in dem er aufgewachsen ist, und wird dort von ihren Freunden mit einer Feier überrascht. Jamies Vater spricht mit ihm über neue Medikamente, Jamie möchte aber die ihm bleibende Zeit nicht im Krankenhaus verbringen. Nach dem Öffnen ihres Geschenks findet Anna Jamie wieder versöhnt mit seinem Vater, der ein Modellauto baut, das Anna ihm geschenkt hat, wie sie es getan hatten, als Jamie und Eddie jünger waren. Annas Freunde finden heraus, dass Jamie Krebs hat, und Anna sagt Jamie, dass sie ihn liebt.
Anna teilt ihrer Mutter mit, dass sie in England bleibt, anstatt nach New York zurückzukehren, um ihren Job anzunehmen. Zwischen Jamie und Anna kommt es daraufhin zu einem Streit, da Jamie nicht möchte, dass sie ihre Karriere für ihn aufgibt. Nach einer Versöhnung verbringen sie eine gemeinsame Liebesnacht, nach der Jamie erneut ins Krankenhaus eingeliefert wird. Dort wird eine Lungenentzündung wegen eines geschwächten Immunsystems diagnostiziert. Jamies Vater akzeptiert schließlich Jamies Wunsch und lehnt eine weitere Behandlung ebenfalls ab. 
Jamie und Anna träumen von einer gemeinsamen Reise durch Europa, während er in ihren Armen stirbt. Später reist Anna allein durch Europa und unterrichtet schließlich denselben Kurs, in dem Jamie sie unterrichtet hatte.

## Besetzung und Synchronisation
Die deutschsprachige Synchronisation übernahm die EVA Studios Germany GmbH. Dialogregie führte Iris Artajo, das Dialogbuch schrieb Ivonka Fleming.
| Rolle             | Darsteller          | Synchronsprecher    |
| ----------------- | ------------------- | ------------------- |
| Anna De La Vega   | Sofia Carson        | Johanna von Gutzeit |
| Antonia Davenport | Catherine McCormack | Cathlen Gawlich     |
| Cecelia Knowles   | Poppy Gilbert       | Lydia Morgenstern   |
| Charlie Butler    | Harry Trevaldwyn    | Jeremias Koschorz   |
| Ian               | Barney Harris       | Florian Clyde       |
| Jamie Davenport   | Corey Mylchreest    | Alex Friedland      |
| Maggie Timbs      | Esmé Kingdom        | Mascha Raykhman     |
| Ridley            | Hugh Coles          | Henning Nöhren      |
| Tom Sethi         | Nikhil Parmar       | David Brizzi        |
| William Davenport | Dougray Scott       | Patrick Winczewski  |
| Mrs. De La Vega   | Romina Cocca        | Iris Artajo         |

## Produktion

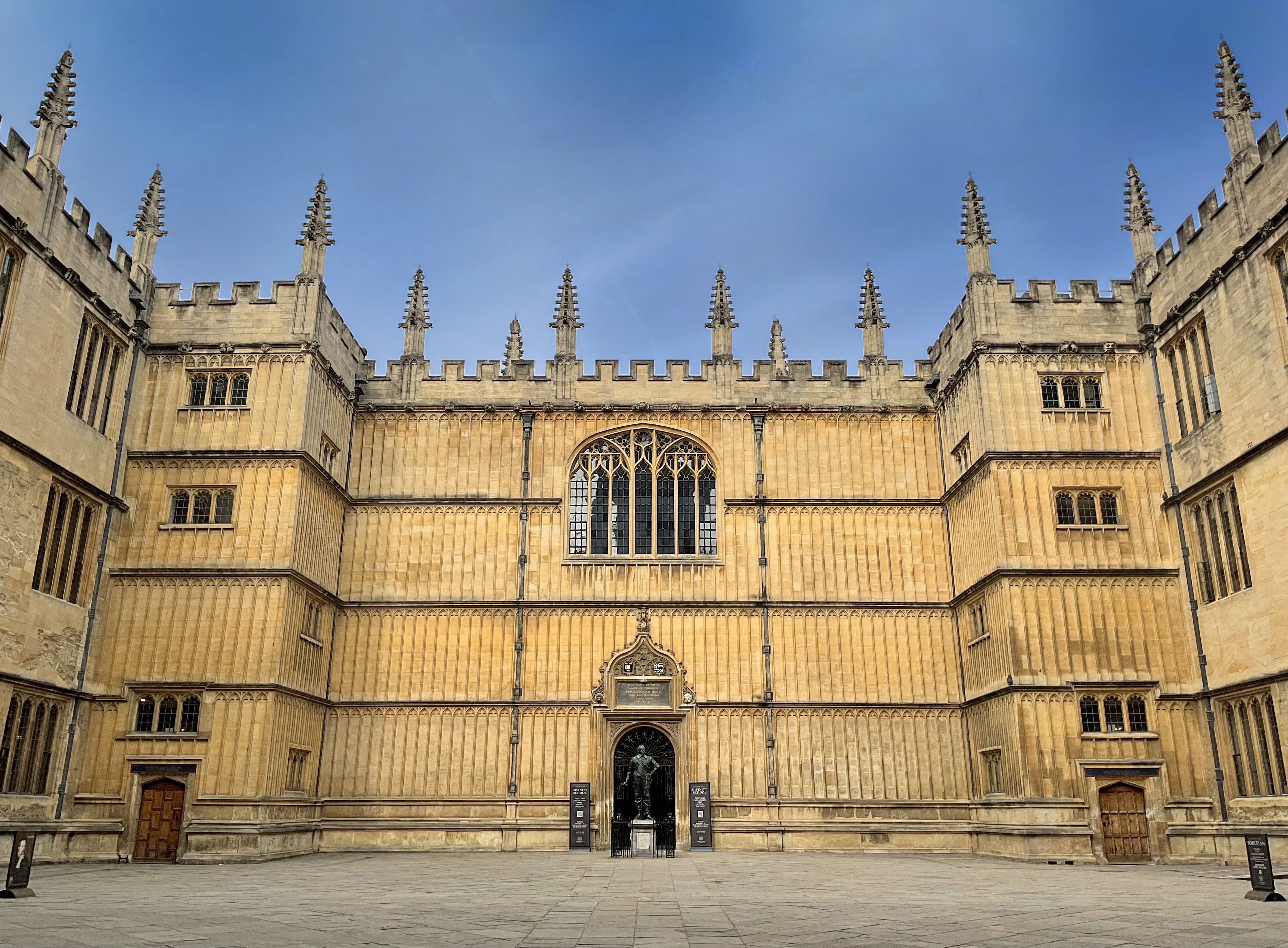
Einer der Drehorte: die Bodleian Library

Der Film wurde von der US-amerikanischen Temple Hill Entertainment und Presque Isle Films produziert, als Produzenten fungierten Laura Quicksilver, Marty Bowen, Wyck Godfrey, Georges Bermann und Isaac Klausner. Dreharbeiten fanden im September 2024 in Oxford und Windsor statt. Drehorte waren unter anderem die Bodleian Library, das Magdalen College, das St Hugh’s College und das Hertford College.
Die Kamera führte Remi Adefarasin, die Montage verantworteten Victoria Boydell und Kristina Hetherington. Das Szenenbild gestaltete Catrin Meredydd und das Kostümbild Claire Finlay-Thompson. Die Filmmusik komponierte Isabella Summers, Mitglied von Florence + the Machine.
Regisseur Iain Morris zeichnete zuvor unter anderem für die Sitcom The Inbetweeners (2008–2010) verantwortlich. Hauptdarstellerin Sofia Carson war zuvor in der 2025 auf Netflix veröffentlichten Literaturverfilmung Morgen kommt ein neuer Himmel zu sehen. Nach Purple Hearts (2022) fungierte sie zum zweiten Mal als Executive Producer, außerdem war sie am Soundtrack beteiligt. Hauptdarsteller Corey Mylchreest verkörperte in der Netflix-Miniserie Queen Charlotte: Eine Bridgerton-Geschichte die Rolle von König George.

## Unterschiede zwischen Roman und Film
Im Unterschied zum Film bekommt in der Romanvorlage Jamie nach seiner Lungenentzündung noch die Möglichkeit, gemeinsam mit Anna De La Vega, die im Buch Eleanor „Ella“ Duran genannt wird, durch Europa zu reisen. Während die Hauptfigur im Roman aus Ohio kommt und nach der Rückkehr in der Politik arbeiten soll, stammt Anna aus New York und hat einen Job bei Goldman Sachs. Im Buch ist der Vater von Ella bereits verstorben.

## Musik
- Make It Happen von Laura Welsh[15]
- Helicopter von Bloc Party
- Consolation Prize von Marchelle Bradanini
- Oscar Wilde von Marchelle Bradanini
- Kaleidoscope von Chappell Roan
- Back on 74 von Jungle
- Yo x ti, tú x mi von Rosalía und Ozuna
- A Moment in the Sun von Sunflower Bean
- Illusion von Dua Lipa
- … Baby One More Time von Britney Spears
- You Give A Little Love aus Bugsy Malone
- Yellow von Coldplay

## Rezeption

### Kritiken
Oliver Armknecht vergab auf film-rezensionen.de drei von zehn Punkten. Die Geschichte einer US-Studentin, die in England eine Affäre mit ihrem Dozenten beginnt, sei fragwürdig und geradezu dreist konstruiert. Aber auch der zynische Stimmungswandel und die katastrophalen Figuren machten den Film zu einem Reinfall. Immerhin sei das Paar attraktiv, selbst wenn die Chemie überschaubar bliebe.
derwatchdog.de bewertete den Film mit zwei von fünf Sternen, dieser sei so vorhersehbar wie ein Kuss im Regen und hake romantische Momente ab, ohne je wirklich unter die Haut zu gehen. Melodramatisch, kitschig und britisch bis in die Haarspitzen.
Larissa Königs kritisierte auf hoerzu.de unter anderem, das der Film von Netflix irreführend als „romantische Komödie“ deklariert wurde. Kritisiert wurde auch der „wohl schönste Sterbenskranken“ sowie die Beziehung zwischen einem Dozenten und seiner Schülerin.

### Abrufe
Laut der Streaming-Analyseplattform FlixPatrol gelangte der Film in 81 Ländern auf Platz eins der Netflix-Charts. Am Premierenwochenende erzielte die Produktion 24,6 Millionen Aufrufe.